# Selección masculina de rugby 7 de Brasil
La selección de rugby 7 de Brasil es el equipo nacional de la modalidad de seven y está regulada por la Confederação Brasileira de Rugby. No ha disputado aun la Copa del Mundo de la World Rugby, en tanto que ha perdido todos los partidos que disputó en la Serie Mundial Masculina de Rugby 7.
A nivel regional se ha hecho presente en todas las ediciones del Seven Masculino de Sudamérica Rugby desde su primera edición en el 2006, varias de las cuales le tocó ser anfitrión (2009, 2011, 2012 y 2013). Siempre se había colocado 4.º o 5.º de la clasificación final pero en el 2011 logró su mejor desempeño ubicándose 3.º.
Gracias a la histórica colocación ganó el único cupo disponible para el torneo de la disciplina en los Juegos Panamericanos de 2011 a desarrollarse en Guadalajara, (Argentina, Uruguay y Chile estaban clasificados por ranking) al ser el equipo mejor ubicado, entre los calificables, en la tabla de posiciones del Sudamericano 2011. Además, en esta edición logró quitarle el invicto histórico en sudamericanos a la selección argentina al ganarle 7 - 0 por el grupo A.
Participa además, en varios torneos de verano como el seven de Punta del Este, el de Viña del Mar y el de Mar del Plata entre otros.

## Uniforme
En el uniforme principal, la camiseta es amarilla con vivos verdes y la de alternativa suele invertir estos colores. El short y las medias son blancos o verdes.

## Principales logros
- Seven de Middlesex 2011: 3º puesto.[3]

## Participación en copas
| - Serie Mundial 11-12: 23º puesto (1 pto) - Serie Mundial 14-15: 16º puesto (3 pts) - Serie Mundial 15-16: 17º puesto (3 pts) - Challenger Series 2020: 15° puesto - Challenger Series 2023: 8° puesto - Challenger Series 2025: 12° puesto (último) - Akita 2001: No participó - Duisburgo 2005: No participó - Kaohsiung 2009: No participó - Cali 2013: 6º puesto - Río 2016: 12º puesto - Tokio 2020: No clasificó - París 2024: No clasificó | - Guadalajara 2011: 7º puesto - Toronto 2015: 6º puesto - Lima 2019: 4º puesto - Santiago 2023: 6° puesto - Santiago 2014: 4º puesto - Cochabamba 2018: 4º puesto - Asunción 2022: 4º puesto - Asunción 2006: 5º puesto - Viña del Mar 2007: 5º puesto - Punta del Este 2008: 4º puesto - São José dos Campos 2009: 4º puesto - Mar del Plata 2010: 4º puesto - Bento Gonçalves 2011: 3º puesto - Río de Janeiro 2012: 5º puesto - Río de Janeiro 2013: 3º puesto - Santa Fe 2015: no participó - Santiago 2019: 2º puesto - Valparaíso 2020: 2° puesto - San José 2021: 3° puesto - San José 2022: 3º puesto - Montevideo 2023: 3º puesto - Lima 2024: 2.º puesto - Lima 2025: 3º puesto - Circuito Sudamericano 2016-17: 8º puesto (último) - Circuito Sudamericano 2018: 8º puesto - Circuito Sudamericano 2019: 12º puesto (último) |